# HD 225218
HD 225218 — двойная или кратная звезда, бело-голубой гигант, находящийся в созвездии Андромеда на расстоянии приблизительно 1259,32 св. лет от Земли. Является двойной или кратной звездой. По состоянию на 2007 год, радиус звезды оценивается в 10,06 солнечного радиуса. Исходя из отрицательной радиальной скорости, звезда приближается к Солнцу. Планет у HD 225218 обнаружено не было. Звезда видима невооружённым глазом на ночном небе.